# Kolamboli jezik
Kolamboli (sjeverozapadni kolami; ISO 639-3: kfb), jedan od dva jezika šire skupine kolami-naiki, dravidske jezične porodice kojim se služe pripadnici etničke grupe Kolam ili Kolavar. sjeverozaapdni kolami ima 4 dijalekta: madka-kinwat, pulgaon, wani i maregaon, kojima se služi oko 50 000 ljudi (1989 F. Blair); 200 000 (2000 IICCC). Raširen je po državama sjeveroistočne Indije u Maharashtri, Andhra Pradeshu i Madhya Pradeshu. ostali nazivi za njega su kulme, kolam, kolmi i kolamy.

## Vanjske poveznice
- Ethnologue (14th)